# Louise Eriksen
Louise Dannemann Eriksen (født 11. september 1995) er en kvindelig dansk fodboldspiller der spiller midtbane for KoldingQ i Gjensidige Kvindeligaen og har tidligere spillet for Danmarks U/16-kvindefodboldlandshold.
Eriksen blev i april 2017, udtaget til den daværende landstræner Nils Kromann Nielsens trup i en træningskamp mod Finland. Hun var til at finde på udskiftningsbænken, men kom aldrig ind og har siden ikke været inden omkring landsholdet.

## Privatliv
Hun er lillesøster til den danske landsholdsspiller Christian Eriksen.